# Ledro
Ledro är en kommun i provinsen Trento i regionen Trentino-Sydtyrolen i Italien. Kommunen hade 5 270 invånare (2018).